# Pollenia bicoloripes
Pollenia bicoloripes este o specie de muște din genul Pollenia, familia Calliphoridae. A fost descrisă pentru prima dată de Malloch în anul 1931. Conform Catalogue of Life specia Pollenia bicoloripes nu are subspecii cunoscute.